# 岩尾信行
岩尾 信行（いわお のぶゆき、1961年〈昭和36年〉8月13日 - ）は、日本の検察官、法務官僚。内閣法制局長官。

## 経歴
大分県出身。大分県立高田高校卒業。東京大学法学部卒業。大阪地方検察庁検事、京都地方検察庁検事、大蔵省銀行局調査課課長補佐、法務省入国管理局総務課長、法務省刑事局総務課長、最高検察庁検事、山形地方検察庁検事正、内閣法制局総務主幹、内閣法制局第四部長、内閣法制局第二部部長、内閣法制局第一部部長、内閣法制次長などを歴任した。